# ROH World Championship
ROH World Championship er en VM-titel inden for wrestling og den vigtigste titel i den amerikanske wrestlingorganisation Ring of Honor (ROH). Titlen har eksisteret siden 2002. 
Selvom ROH promoverer deres vigtigste titel som en VM-titel, bliver ROH World Championship af mange ikke betragtet som en ægte VM-titel på lige fod med fx WWE Championship, WWE World Heavyweight Championship og TNA World Heavyweight Championship. Titlen er ellers blevet forsvaret i USA, Japan, Storbritannien, Tyskland, Canada, Schweiz, Østrig, Mexico, Irland og Italien. 
| Sport | Spire Denne artikel om sport er en spire som bør udbygges. Du er velkommen til at hjælpe Wikipedia ved at udvide den. |